# Enneapterygius rufopileus
Enneapterygius rufopileus är en fiskart som först beskrevs av Waite, 1904.  Enneapterygius rufopileus ingår i släktet Enneapterygius och familjen Tripterygiidae. Inga underarter finns listade i Catalogue of Life.
Denna fisk blir upp till 4,5 cm lång. Flera fjäll har rosa eller röda kanter som är synliga som rödaktiga fläckar. I ryggfenan finns 13 till 17 taggstrålar och 8 till 12 mjukstrålar. Analfenan har en taggstråle och 16 till 21 mjukstrålar.
Utbredningsområdet ligger i Stilla havet öster om Australien till olika öar i Oceanien. Kanske når arten Nya Zeeland. Den dyker till ett djup av 6 meter. Exemplaren vistas nära klippor och korallrev. Födan utgörs av havslevande blötdjur. Äggen har taggar och de förankrar sig i alger.
För beståndet är inga hot kända. Hela populationen antas vara stor. IUCN listar arten som livskraftig (LC).